# Río Puca Mayu (vattendrag i Cochabamba)
Río Puca Mayu är ett vattendrag i Bolivia.   Det ligger i departementet Cochabamba, i den centrala delen av landet, 170 km nordväst om huvudstaden Sucre.
Omgivningen kring Río Puca Mayu är i huvudsak ett öppet busklandskap. Området är glesbefolkat, med 12 invånare per kvadratkilometer.